# El hoyo en la cerca
El hoyo en la cerca (span. für „Das Loch im Zaun“) ist ein Thriller von Joaquín del Paso, der im September 2021 bei den Internationalen Festspielen von Venedig seine Premiere feierte.

## Handlung
Jedes Jahr schickt das Centro Escolar los Pinos, eine renommierte religiöse Privatschule für Jungen, „die Söhne der mexikanischen Elite“ zu einem Sommercamp auf dem Land. Unter den wachsamen Augen ihrer Lehrer und Priester werden die Jungen körperlich ertüchtigt und moralisch und in ihrem Glauben gefestigt. Dann jedoch entdeckt man ein Loch in der Umzäunung des Camps.

## Produktion
Regie führte der Mexikaner Joaquín del Paso, der gemeinsam mit Lucy Pawlak auch das Drehbuch schrieb. Nachdem 2016 sein Film Maquinaria Panamericana bei den Filmfestspielen in Berlin seine Premiere feierte, der in der Sektion Forum vorgestellt wurde und hier als bester Spielfilm ausgezeichnet wurde, wählte man del Paso im darauffolgenden Jahr aus, um in Berlin das Drehbuch für El hoyo en la cerca fertigzustellen.

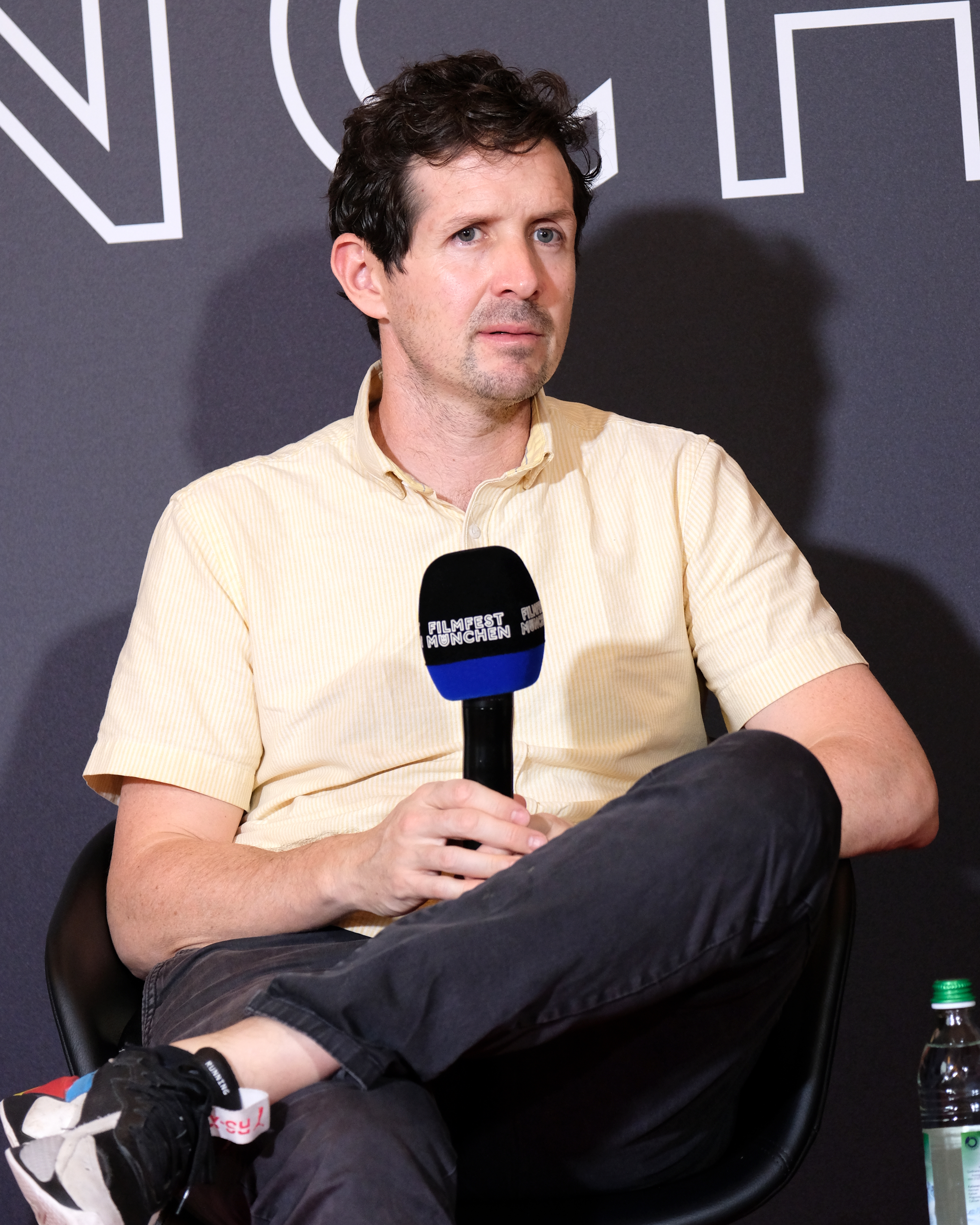
Im Juli 2022 stellte Regisseur Joaquín del Paso den Film beim Filmfest München vor

Del Paso sagt über den Film, dieser habe Elemente eines Horrorfilms und eines Thrillers, im Grunde erzähle er aber von der polarisierten mexikanischen Gesellschaft und von den Klassenunterschieden in Mexiko. Der Film versuche zu verdeutlichen, in welcher Blase Kinder in der mexikanischen Oberschicht aufwachsen, völlig fern von der Realität. Der 1986 in Mexiko-Stadt geborene Del Paso hatte in seiner Jugend selbst ein Jahr lang eine Opus-Dei-Schule besucht. Es hatte einige Jahre gedauert, bis er erkannte, dass es das Ziel solcher Einrichtungen war, unter Kindern „eine ganz besondere Weltanschauung zu schaffen“ und die privilegierten Klassen zu stärken, indem man „einen äußeren Feind“ schafft, von dem man ihnen von frühester Kindheit an erzählt. Nach wie vor seien religiöse Privatschulen in vielen lateinamerikanischen Ländern ein Statussymbol, so Del Paso. Deren Versprechen, dass harte Disziplin und das Gebet die Schüler zu zukünftigen Führern in Wirtschaft und Politik machen werden, verkaufe sich gut. Er wollte mit seinem Film einen kritischen Blick darauf werfen, wie dieses Bildungssystem Hand in Hand mit der katholischen Religion eingesetzt wird, um fest verankerte Machtstrukturen zu stärken, die darauf ausgerichtet sind, psychologische Mauern zwischen den Menschen zu schaffen. Diese unsichtbaren Barrieren trügen grundlegend zum anhaltenden rassischen, geschlechts- und klassenbasierten Missbrauch bei und hinterließen tiefe Wunden im Leben derer, die die fast kultähnliche Indoktrination, die in solchen Institutionen praktiziert wird, aus erster Hand erfahren haben.
Yubáh Ortega Iker Fernández spielt Eduardo, den Schüler mit indigenem Hintergrund. Enrique Lascuráin und Jacek Poniedziałek spielen die Professoren Monteros und Stuhr, die das Lager leiten. Lucciano Kurti spielt den Schüler Joaquin, der als schwul bezeichnet wird. Regisseur Joaquín del Paso selbst ist in der Rolle des Secretario zu sehen.
Die Premiere erfolgte am 3. September 2021 bei den Internationalen Festspielen von Venedig, wo der Film in der Sektion Orizzonti gezeigt wurde. Anfang Oktober 2021 wurde er beim Antalya Golden Orange Film Festival vorgestellt und kurz danach beim Warsaw Film Festival erstmals in Polen gezeigt. Mitte des Monats wurde der Film auch beim London Film Festival gezeigt. Ende Juni 2022 wurde er beim Filmfest München vorgestellt. Im August 2024 wird der Film im Rahmen der Filmkunstwochen München vorgestellt.

## Rezeption

### Kritiken
Von den bei Rotten Tomatoes aufgeführten Kritiken sind 96 Prozent positiv.
David Katz vom Online-Filmmagazin Cineuropa schreibt, The Hole in the Fence sei ein gut gemachter und sehenswerter Film mit feinen, improvisatorischen  Darbietungen von jungen Heranwachsenden, die zum ersten Mal schauspielern. Trotz aller Realitätsnähe traue der Film seinem Publikum aber vielleicht nicht genug zu. So werde das Los-Pinos-Lager so unheimlich gruselig gefilmt, als hätte man einen US-amerikanischen Horrorfilm vor sich.

### Auszeichnungen
Cairo International Film Festival 2021
- Auszeichnung als Bester Film im Wettbewerb (Joaquín del Paso)[14]

Hollywood Music in Media Awards 2021
- Nominierung als Beste Filmmusik – fremdsprachiger Independentfilm (Kyle Dixon und Michael Stein)[15]

Internationale Filmfestspiele von Venedig 2021
- Nominierung für den Queer Lion[16]

Internationales Filmfestival Warschau 2021
- Nominierung für den 1-2 Award[17]